# Campeonato Mundial de Tiro
El Campeonato Mundial de Tiro es la máxima competición internacional del tiro deportivo y es organizado desde 1897 por la Federación Internacional de Tiro Deportivo (ISSF). Actualmente se realizan tres tipos de campeonatos: 
- Campeonato absoluto o total: cada cuatro años en los años no olímpicos. Incluye pruebas de tiro de precisión, tiro al plato y blanco móvil.
- Campeonato de tiro al plato: cada año impar de forma independiente y cada año par no olímpico en el marco del campeonato absoluto.
- Campeonato de tiro al blanco móvil: cada año par olímpico; los años pares no olímpicos se celebra en el marco del campeonato absoluto.

## Campeonato Mundial de Tiro Absoluto

### Ediciones
| Núm.    | Año  | Sede                             | País                  |
| ------- | ---- | -------------------------------- | --------------------- |
| I       | 1897 | Lyon                             | Francia               |
| II      | 1898 | Turín                            | Italia                |
| III     | 1899 | La Haya                          | Países Bajos          |
| IV      | 1900 | París                            | Francia               |
| V       | 1901 | Lucerna                          | Suiza                 |
| VI      | 1902 | Roma                             | Italia                |
| VII     | 1903 | Buenos Aires                     | Argentina             |
| VIII    | 1904 | Lyon                             | Francia               |
| IX      | 1905 | Bruselas                         | Bélgica               |
| X       | 1906 | Milán                            | Italia                |
| XI      | 1907 | Zúrich                           | Suiza                 |
| XII     | 1908 | Viena                            | Austria-Hungría       |
| XIII    | 1909 | Hamburgo                         | Alemania              |
| XIV     | 1910 | La Haya                          | Países Bajos          |
| XV      | 1911 | Roma                             | Italia                |
| XVI     | 1912 | Biarritz                         | Francia               |
| XVII    | 1913 | Camp Perry                       | Estados Unidos        |
| XVIII   | 1914 | Viborg                           | Dinamarca             |
| XIX     | 1921 | Lyon                             | Francia               |
| XX      | 1922 | Milán                            | Italia                |
| XXI     | 1923 | Camp Perry                       | Estados Unidos        |
| XXII    | 1924 | Reims                            | Francia               |
| XXIII   | 1925 | San Galo                         | Suiza                 |
| XXIV    | 1927 | Roma                             | Italia                |
| XXV     | 1928 | La Haya                          | Países Bajos          |
| XXVI    | 1929 | Estocolmo                        | Suecia                |
| XXVII   | 1930 | Amberes                          | Bélgica               |
| XXVIII  | 1931 | Lvov                             | Polonia               |
| XXIX    | 1933 | Granada                          | España                |
| XXX     | 1935 | Roma                             | Italia                |
| XXXI    | 1937 | Helsinki                         | Finlandia             |
| XXXII   | 1939 | Lucerna                          | Suiza                 |
| XXXIII  | 1947 | Estocolmo                        | Suecia                |
| XXXIV   | 1949 | Buenos Aires                     | Argentina             |
| XXXV    | 1952 | Oslo                             | Noruega               |
| XXXVI   | 1954 | Caracas                          | Venezuela             |
| XXXVII  | 1958 | Moscú                            | URSS                  |
| XXXVIII | 1962 | El Cairo                         | República Árabe Unida |
| XXXIX   | 1966 | Wiesbaden                        | RFA                   |
| XL      | 1970 | Phoenix                          | Estados Unidos        |
| XLI     | 1974 | Berna                            | Suiza                 |
| XLII    | 1978 | Seúl                             | Corea del Sur         |
| XLIII   | 1982 | Caracas                          | Venezuela             |
| XLIV    | 1986 | Suhl Skövde                      | RDA · Suecia          |
| XLV     | 1990 | Moscú                            | URSS                  |
| XLVI    | 1994 | Milán / Tolmezzo / Fagnano Olona | Italia                |
| XLVII   | 1998 | Barcelona / Zaragoza             | España                |
| XLVIII  | 2002 | Lahti                            | Finlandia             |
| XLIX    | 2006 | Zagreb                           | Croacia               |
| L       | 2010 | Múnich                           | Alemania              |
| LI      | 2014 | Granada                          | España                |
| LII     | 2018 | Changwon                         | Corea del Sur         |
| LIII    | 2022 | El Cairo                         | Egipto                |
| LIV     | 2023 | Bakú                             | Azerbaiyán            |
| LV      | 2025 | El Cairo                         | Egipto                |

1. 1 2 3  Sede de las pruebas de 300 m.
2. ↑  Sede de las pruebas de tiro al plato.
3. 1 2  Solo se realizaron pruebas de tiro de precisión.

### Medallero histórico
- Actualizado a Bakú 2023.

| Núm. | País            | Oro  | Plata | Bronce | Total |
| ---- | --------------- | ---- | ----- | ------ | ----- |
| 1    | Rusia           | 249  | 163   | 126    | 538   |
| 2    | Suiza           | 180  | 158   | 133    | 471   |
| 3    | Estados Unidos  | 164  | 147   | 146    | 457   |
| 4    | China           | 111  | 96    | 61     | 268   |
| 5    | Alemania        | 81   | 81    | 105    | 267   |
| 6    | Suecia          | 75   | 96    | 107    | 278   |
| 7    | Finlandia       | 69   | 91    | 89     | 249   |
| 8    | Italia          | 56   | 60    | 59     | 175   |
| 9    | Francia         | 54   | 86    | 93     | 233   |
| 10   | Noruega         | 53   | 63    | 64     | 180   |
| 11   | República Checa | 25   | 41    | 33     | 99    |
| 12   | Corea del Sur   | 25   | 27    | 39     | 91    |
| 13   | Polonia         | 24   | 24    | 19     | 67    |
| 14   | Hungría         | 23   | 24    | 31     | 78    |
| 15   | Bélgica         | 22   | 14    | 26     | 62    |
| 16   | Ucrania         | 21   | 22    | 34     | 77    |
| 17   | Estonia         | 20   | 13    | 17     | 50    |
| 18   | Reino Unido     | 19   | 12    | 21     | 52    |
| 19   | Dinamarca       | 17   | 21    | 24     | 62    |
| 20   | Argentina       | 16   | 6     | 10     | 32    |
| 21   | India           | 13   | 11    | 13     | 37    |
| 22   | Austria         | 12   | 14    | 20     | 46    |
| 23   | España          | 10   | 11    | 14     | 35    |
| 24   | Serbia          | 9    | 18    | 10     | 37    |
| 25   | Bulgaria        | 7    | 11    | 7      | 25    |
| 26   | Australia       | 7    | 10    | 5      | 22    |
| 27   | Eslovaquia      | 6    | 9     | 13     | 28    |
| 28   | Bielorrusia     | 5    | 8     | 14     | 27    |
| 29   | Canadá          | 5    | 6     | 2      | 13    |
| 30   | Kazajistán      | 5    | 3     | 7      | 15    |
| 31   | Países Bajos    | 4    | 9     | 12     | 25    |
| 32   | Rumania         | 3    | 11    | 7      | 21    |
| 33   | Eslovenia       | 3    | 2     | 3      | 8     |
| 34   | Kuwait          | 3    | 1     | 3      | 7     |
| 35   | Grecia          | 2    | 5     | 2      | 9     |
| 36   | Japón           | 2    | 4     | 2      | 8     |
| 37   | Brasil          | 2    | 2     | 4      | 8     |
| 38   | Sudáfrica       | 2    | 2     | 2      | 6     |
| 39   | Turquía         | 2    | 2     | 1      | 5     |
| 40   | China Taipéi    | 2    | 1     | 2      | 5     |
| 41   | Colombia        | 2    | 0     | 2      | 4     |
| 42   | Azerbaiyán      | 1    | 5     | 1      | 7     |
| 43   | Corea del Norte | 1    | 3     | 6      | 10    |
| 44   | Croacia         | 1    | 3     | 4      | 8     |
| 44   | Mongolia        | 1    | 3     | 4      | 8     |
| 46   | Portugal        | 1    | 3     | 1      | 5     |
| 47   | Letonia         | 1    | 2     | 1      | 4     |
| 47   | Venezuela       | 1    | 2     | 1      | 4     |
| 49   | México          | 1    | 1     | 1      | 3     |
| 50   | Israel          | 1    | 1     | 0      | 2     |
| 51   | Chipre          | 1    | 0     | 2      | 3     |
| 52   | Armenia         | 1    | 0     | 0      | 1     |
| 52   | Chile           | 1    | 0     | 0      | 1     |
| 52   | Irlanda         | 1    | 0     | 0      | 1     |
| 55   | Lituania        | 0    | 4     | 1      | 5     |
| 56   | Egipto          | 0    | 2     | 5      | 7     |
| 57   | Irán            | 0    | 2     | 3      | 5     |
| 58   | Cuba            | 0    | 1     | 2      | 3     |
| 59   | Tailandia       | 0    | 1     | 1      | 2     |
| 60   | Georgia         | 0    | 1     | 0      | 1     |
| 61   | San Marino      | 0    | 0     | 2      | 2     |
| 62   | Albania         | 0    | 0     | 1      | 1     |
| 62   | Guatemala       | 0    | 0     | 1      | 1     |
| 62   | Pakistán        | 0    | 0     | 1      | 1     |
| 62   | Uruguay         | 0    | 0     | 1      | 1     |
|      | TOTAL           | 1423 | 1419  | 1421   | 4263  |

## Campeonato Mundial de Tiro al Plato
La primera competición de tiro al plato (foso masculino individual y por equipos) se realizó en 1929, en el Campeonato Absoluto de Estocolmo; un año después, en Roma, se efectuó el primer campeonato mundial exclusivamente para el tiro al plato. Hasta 1939 este evento fue organizado por la Federación Internacional de Tiro con Armas Deportivas de Caza (FITASC).

### Ediciones
| Núm.    | Año  | Sede                  | País           |
| ------- | ---- | --------------------- | -------------- |
| I       | 1930 | Roma                  | Italia         |
| II      | 1933 | Viena                 | Austria        |
| III     | 1934 | Budapest              | Hungría        |
| IV      | 1935 | Bruselas              | Bélgica        |
| V       | 1936 | Berlín                | Alemania       |
| VI      | 1938 | Luhačovice            | Checoslovaquia |
| VII     | 1939 | Berlín                | Alemania       |
| VIII    | 1950 | Madrid                | España         |
| IX      | 1959 | El Cairo              | Egipto         |
| X       | 1961 | Oslo                  | Noruega        |
| XI      | 1965 | Santiago              | Chile          |
| XII     | 1967 | Bolonia               | Italia         |
| XIII    | 1969 | San Sebastián         | España         |
| XIV     | 1971 | Bolonia               | Italia         |
| XV      | 1973 | Melbourne             | Australia      |
| XVI     | 1975 | Múnich                | RFA            |
| XVII    | 1977 | Antibes               | Francia        |
| XVIII   | 1979 | Montecatini           | Italia         |
| XIX     | 1981 | San Miguel de Tucumán | Argentina      |
| XX      | 1983 | Edmonton              | Canadá         |
| XXI     | 1985 | Montecatini           | Italia         |
| XXII    | 1987 | Valencia              | Venezuela      |
| XXIII   | 1989 | Montecatini           | Italia         |
| XXIV    | 1991 | Perth                 | Australia      |
| XXV     | 1993 | Barcelona             | España         |
| XXVI    | 1995 | Nicosia               | Chipre         |
| XXVII   | 1997 | Lima                  | Perú           |
| XXVIII  | 1999 | Tampere               | Finlandia      |
| XXIX    | 2001 | El Cairo              | Egipto         |
| XXX     | 2003 | Nicosia               | Chipre         |
| XXXI    | 2005 | Lonato                | Italia         |
| XXXII   | 2007 | Nicosia               | Chipre         |
| XXXIII  | 2009 | Maribor               | Eslovenia      |
| XXXIV   | 2011 | Belgrado              | Serbia         |
| XXXV    | 2013 | Lima                  | Perú           |
| XXXVI   | 2015 | Lonato                | Italia         |
| XXXVII  | 2017 | Moscú                 | Rusia          |
| XXXVIII | 2019 | Lonato                | Italia         |
| XXXIX   | 2022 | Osijek                | Croacia        |
| XL      | 2025 | Malakasa              | Grecia         |

1. 1 2 3 4  Realizado conjuntamente con el Campeonato Mundial de Tiro al Blanco Móvil.

### Medallero histórico
- Actualizado hasta Osijek 2022.

| Núm. | País                   | Oro | Plata | Bronce | Total |
| ---- | ---------------------- | --- | ----- | ------ | ----- |
| 1    | Italia                 | 79  | 50    | 47     | 176   |
| 2    | Estados Unidos         | 45  | 42    | 32     | 119   |
| 3    | Rusia                  | 41  | 40    | 31     | 112   |
| 4    | China                  | 26  | 23    | 22     | 71    |
| 5    | Alemania               | 16  | 17    | 10     | 43    |
| 6    | Australia              | 9   | 11    | 9      | 29    |
| 7    | España                 | 8   | 10    | 10     | 28    |
| 8    | Hungría                | 8   | 6     | 11     | 25    |
| 9    | Reino Unido            | 7   | 10    | 12     | 29    |
| 10   | Canadá                 | 6   | 6     | 3      | 15    |
| 11   | Francia                | 5   | 7     | 14     | 26    |
| 12   | Kuwait                 | 4   | 3     | 7      | 14    |
| 13   | República Checa        | 3   | 8     | 9      | 20    |
| 14   | Dinamarca              | 3   | 3     | 5      | 11    |
| 15   | Chipre                 | 3   | 3     | 2      | 8     |
| 15   | Polonia                | 3   | 3     | 2      | 8     |
| 17   | Finlandia              | 2   | 5     | 9      | 16    |
| 18   | Eslovaquia             | 2   | 4     | 8      | 14    |
| 19   | México                 | 2   | 1     | 2      | 5     |
| 20   | Corea del Norte        | 2   | 1     | 1      | 4     |
| 21   | Azerbaiyán             | 2   | 1     | 0      | 3     |
| 22   | Egipto                 | 2   | 0     | 2      | 4     |
| 23   | Suecia                 | 1   | 6     | 5      | 12    |
| 24   | Portugal               | 1   | 5     | 2      | 8     |
| 25   | Bélgica                | 1   | 3     | 2      | 6     |
| 26   | Rumania                | 1   | 1     | 2      | 4     |
| 26   | Noruega                | 1   | 1     | 2      | 4     |
| 28   | Emiratos Árabes Unidos | 1   | 1     | 1      | 3     |
| 29   | Chile                  | 1   | 1     | 0      | 2     |
| 30   | Venezuela              | 1   | 0     | 1      | 2     |
| 31   | Ucrania                | 1   | 0     | 0      | 1     |
| 32   | Países Bajos           | 0   | 3     | 2      | 5     |
| 33   | Cuba                   | 0   | 2     | 3      | 5     |
| 34   | Japón                  | 0   | 2     | 1      | 3     |
| 35   | China Taipéi           | 0   | 1     | 2      | 3     |
| 35   | Croacia                | 0   | 1     | 2      | 3     |
| 35   | India                  | 0   | 1     | 2      | 3     |
| 38   | Georgia                | 0   | 1     | 1      | 2     |
| 38   | Irlanda                | 0   | 1     | 1      | 2     |
| 38   | Turquía                | 0   | 1     | 1      | 2     |
| 41   | Argentina              | 0   | 1     | 0      | 1     |
| 41   | Grecia                 | 0   | 1     | 0      | 1     |
| 41   | Líbano                 | 0   | 1     | 0      | 1     |
| 41   | Tailandia              | 0   | 1     | 0      | 1     |
| 45   | San Marino             | 0   | 0     | 4      | 4     |
| 46   | Austria                | 0   | 0     | 1      | 1     |
| 46   | Catar                  | 0   | 0     | 1      | 1     |
| 46   | Corea del Sur          | 0   | 0     | 1      | 1     |
| 46   | Eslovenia              | 0   | 0     | 1      | 1     |
| 46   | Kazajistán             | 0   | 0     | 1      | 1     |
| 46   | Perú                   | 0   | 0     | 1      | 1     |
|      | TOTAL                  | 287 | 289   | 288    | 864   |

## Campeonato Mundial de Tiro al Blanco Móvil
En 1967 se efectúo por separado el campeonatos para las pruebas de tiro al blanco móvil; después de siete ediciones, en 1983, se dejaron de realizar este tipo de campeonatos. En 2008, como compensación debido a que ese año en los respectivos Juegos Olímpicos fueron eliminadas del programa de los JJ.OO las pruebas de esta especialidad, la ISSF decidió volver a introducir estos campeonatos.

### Ediciones
| Núm. | Año  | Sede         | País            |
| ---- | ---- | ------------ | --------------- |
| I    | 1967 | Bolonia      | Italia          |
| II   | 1969 | Sandviken    | Suecia          |
| III  | 1973 | Melbourne    | Australia       |
| IV   | 1975 | Múnich       | RFA             |
| V    | 1979 | Linz         | Austria         |
| VI   | 1981 | Buenos Aires | Argentina       |
| VII  | 1983 | Edmonton     | Canadá          |
| VIII | 2008 | Pilsen       | República Checa |
| IX   | 2009 | Heinola      | Finlandia       |
| X    | 2012 | Estocolmo    | Suecia          |
| XI   | 2016 | Suhl         | Alemania        |
| XII  | 2022 | Châteauroux  | Francia         |

1. 1 2 3 4  Realizado conjuntamente con el Campeonato Mundial de Tiro al Plato.

### Medallero histórico
- Actualizado hasta Châteauroux 2022.

| Núm. | País            | Oro | Plata | Bronce | Total |
| ---- | --------------- | --- | ----- | ------ | ----- |
| 1    | Rusia           | 33  | 19    | 12     | 64    |
| 2    | Suecia          | 10  | 12    | 9      | 31    |
| 3    | Ucrania         | 9   | 12    | 13     | 34    |
| 4    | China           | 7   | 2     | 3      | 12    |
| 5    | República Checa | 5   | 5     | 5      | 15    |
| 6    | Finlandia       | 4   | 5     | 5      | 14    |
| 7    | Polonia         | 3   | 2     | 2      | 7     |
| 8    | Hungría         | 2   | 11    | 8      | 21    |
| 9    | Francia         | 1   | 1     | 0      | 2     |
| 10   | Alemania        | 1   | 0     | 3      | 4     |
| 11   | Kazajistán      | 1   | 0     | 0      | 1     |
| 12   | Corea del Norte | 0   | 2     | 2      | 4     |
| 13   | Estados Unidos  | 0   | 1     | 6      | 7     |
| 14   | Eslovaquia      | 0   | 1     | 3      | 4     |
| 15   | Colombia        | 0   | 1     | 2      | 3     |
| 16   | Corea del Sur   | 0   | 1     | 0      | 1     |
| 16   | Indonesia       | 0   | 1     | 0      | 1     |
| 18   | Armenia         | 0   | 0     | 2      | 2     |
| 19   | Italia          | 0   | 0     | 1      | 1     |
|      | TOTAL           | 76  | 76    | 76     | 228   |

## Campeonato Mundial de Tiro en 10 m
Entre 1979 y 1991 se realizaron por separado siete campeonatos para competiciones de tiro en 10 m. 

### Ediciones
| Núm. | Año  | Sede             | País                 |
| ---- | ---- | ---------------- | -------------------- |
| I    | 1979 | Seúl             | Corea del Sur        |
| II   | 1981 | Santo Domingo    | República Dominicana |
| III  | 1983 | Innsbruck        | Austria              |
| IV   | 1985 | Ciudad de México | México               |
| V    | 1987 | Budapest         | Hungría              |
| VI   | 1989 | Sarajevo         | Yugoslavia           |
| VII  | 1991 | Stavanger        | Noruega              |

1. 1 2 3 4  También fueron realizadas competiciones de blanco móvil.

### Medallero histórico
| Núm. | País           | Oro | Plata | Bronce | Total |
| ---- | -------------- | --- | ----- | ------ | ----- |
| 1    | URSS           | 21  | 18    | 9      | 48    |
| 2    | Francia        | 7   | 2     | 2      | 11    |
| 3    | Alemania       | 6   | 9     | 13     | 28    |
| 4    | Estados Unidos | 6   | 6     | 6      | 18    |
| 5    | Bulgaria       | 6   | 1     | 5      | 12    |
| 6    | Hungría        | 5   | 3     | 6      | 14    |
| 7    | Suecia         | 4   | 4     | 3      | 11    |
| 8    | Checoslovaquia | 3   | 0     | 1      | 4     |
| 9    | Suiza          | 2   | 5     | 0      | 7     |
| 10   | Noruega        | 2   | 2     | 4      | 8     |
| 11   | Yugoslavia     | 1   | 3     | 1      | 5     |
| 12   | Reino Unido    | 1   | 0     | 4      | 5     |
| 13   | China          | 0   | 3     | 1      | 4     |
| 14   | Austria        | 0   | 2     | 1      | 3     |
| 15   | Polonia        | 0   | 2     | 0      | 2     |
| 16   | Corea del Sur  | 0   | 1     | 4      | 5     |
| 17   | Australia      | 0   | 1     | 0      | 1     |
| 17   | Canadá         | 0   | 1     | 0      | 1     |
| 17   | Italia         | 0   | 1     | 0      | 1     |
| 20   | Rumania        | 0   | 0     | 2      | 2     |
| 21   | Bélgica        | 0   | 0     | 1      | 1     |
| 21   | Puerto Rico    | 0   | 0     | 1      | 1     |
|      | TOTAL          | 64  | 64    | 64     | 192   |

## Medallero histórico total
- Actualizado a Bakú 2023.

| Núm. | País                   | Oro  | Plata | Bronce | Total |
| ---- | ---------------------- | ---- | ----- | ------ | ----- |
| 1    | Rusia                  | 344  | 240   | 178    | 762   |
| 2    | Estados Unidos         | 215  | 196   | 190    | 601   |
| 3    | Suiza                  | 182  | 163   | 133    | 478   |
| 4    | China                  | 144  | 124   | 87     | 355   |
| 5    | Italia                 | 135  | 111   | 107    | 353   |
| 6    | Alemania               | 104  | 107   | 131    | 342   |
| 7    | Suecia                 | 90   | 118   | 124    | 332   |
| 8    | Finlandia              | 75   | 101   | 103    | 279   |
| 9    | Francia                | 67   | 96    | 109    | 272   |
| 10   | Noruega                | 56   | 66    | 70     | 192   |
| 11   | Hungría                | 38   | 44    | 56     | 138   |
| 12   | República Checa        | 36   | 54    | 48     | 138   |
| 13   | Ucrania                | 31   | 34    | 47     | 112   |
| 14   | Polonia                | 30   | 31    | 23     | 84    |
| 15   | Reino Unido            | 27   | 22    | 37     | 86    |
| 16   | Corea del Sur          | 25   | 29    | 44     | 98    |
| 17   | Bélgica                | 23   | 17    | 29     | 69    |
| 18   | Dinamarca              | 20   | 24    | 29     | 73    |
| 19   | Estonia                | 20   | 13    | 17     | 50    |
| 20   | España                 | 18   | 21    | 24     | 63    |
| 21   | Australia              | 16   | 22    | 14     | 52    |
| 22   | Argentina              | 16   | 7     | 10     | 33    |
| 23   | India                  | 13   | 12    | 15     | 40    |
| 24   | Bulgaria               | 13   | 12    | 12     | 37    |
| 25   | Austria                | 12   | 16    | 22     | 50    |
| 26   | Canadá                 | 11   | 13    | 5      | 29    |
| 27   | Serbia                 | 10   | 21    | 11     | 42    |
| 28   | Eslovaquia             | 8    | 14    | 24     | 46    |
| 29   | Kuwait                 | 7    | 4     | 10     | 21    |
| 30   | Kazajistán             | 6    | 3     | 8      | 17    |
| 31   | Bielorrusia            | 5    | 8     | 14     | 27    |
| 32   | Países Bajos           | 4    | 12    | 14     | 30    |
| 33   | Rumania                | 4    | 12    | 11     | 27    |
| 34   | Chipre                 | 4    | 3     | 4      | 11    |
| 35   | Corea del Norte        | 3    | 6     | 9      | 18    |
| 36   | Azerbaiyán             | 3    | 6     | 1      | 10    |
| 37   | Eslovenia              | 3    | 2     | 4      | 9     |
| 38   | México                 | 3    | 2     | 3      | 8     |
| 39   | Portugal               | 2    | 8     | 3      | 13    |
| 40   | Japón                  | 2    | 6     | 3      | 11    |
| 41   | Grecia                 | 2    | 6     | 2      | 10    |
| 42   | Turquía                | 2    | 3     | 2      | 7     |
| 43   | Egipto                 | 2    | 2     | 7      | 11    |
| 44   | Brasil                 | 2    | 2     | 4      | 8     |
| 44   | China Taipéi           | 2    | 2     | 4      | 8     |
| 46   | Sudáfrica              | 2    | 2     | 2      | 6     |
| 46   | Venezuela              | 2    | 2     | 2      | 6     |
| 48   | Colombia               | 2    | 1     | 4      | 7     |
| 49   | Chile                  | 2    | 1     | 0      | 3     |
| 50   | Croacia                | 1    | 4     | 6      | 11    |
| 51   | Mongolia               | 1    | 3     | 4      | 8     |
| 52   | Letonia                | 1    | 2     | 1      | 4     |
| 53   | Emiratos Árabes Unidos | 1    | 1     | 1      | 3     |
| 53   | Irlanda                | 1    | 1     | 1      | 3     |
| 55   | Israel                 | 1    | 1     | 0      | 2     |
| 56   | Armenia                | 1    | 0     | 2      | 3     |
| 57   | Lituania               | 0    | 4     | 1      | 5     |
| 58   | Cuba                   | 0    | 3     | 5      | 8     |
| 59   | Irán                   | 0    | 2     | 3      | 5     |
| 60   | Georgia                | 0    | 2     | 1      | 3     |
| 60   | Tailandia              | 0    | 2     | 1      | 3     |
| 62   | Indonesia              | 0    | 1     | 0      | 1     |
| 62   | Líbano                 | 0    | 1     | 0      | 1     |
| 64   | San Marino             | 0    | 0     | 6      | 6     |
| 65   | Albania                | 0    | 0     | 1      | 1     |
| 65   | Catar                  | 0    | 0     | 1      | 1     |
| 65   | Guatemala              | 0    | 0     | 1      | 1     |
| 65   | Pakistán               | 0    | 0     | 1      | 1     |
| 65   | Perú                   | 0    | 0     | 1      | 1     |
| 65   | Puerto Rico            | 0    | 0     | 1      | 1     |
| 65   | Uruguay                | 0    | 0     | 1      | 1     |
|      | TOTAL                  | 1850 | 1848  | 1849   | 5547  |

1. 1 2 3 4  Incluye las medallas obtenidas por la URSS.
2. 1 2 3 4 5  Incluye las medallas obtenidas por la RFA y la RDA entre 1949 y 1990.
3. 1 2 3 4  Incluye las medallas obtenidas por Checoslovaquia.
4. 1 2  Incluye las medallas obtenidas por la RFS de Yugoslavia y por Serbia y Montenegro.